# ジュニア王座
ジュニア王座（ジュニアおうざ、英: junior championship）とは、プロボクシングにおいて、実績の乏しい選手が挑戦できる王座のことである。「ジュニア」とは英語で「若手」という意味である。

## 概要
元来この王座は、若手選手の育成を目的とし、若年層や無名ながら有望なの選手など世界王座への挑戦の機会がなかなか与えられない層に門戸を開くという建前のもとに、創設されたといわれる。
現在は、世界ボクシング評議会（以下、WBC）の下部組織・地域組織北米ボクシング連盟（以下、NABF）のみが認定している。

### 概略
NABFは、北米大陸各地に埋もれている若い才能を超特急で世界の舞台に上げるためのプログラムとして2010年代前半に創設。ジュニア王座の挑戦資格は年齢18歳以上で、メキシコ・カナダ・米国各州を拠点にするボクサーに限定。
こうした若年のスター選手の卵にベルトを与え、NABFジュニア選手権小委員会の66パーセントの賛成で同選手権の資格が付与。つまり、ランキングの停滞による若年選手のスター性低下を防ぐために採用された制度。タイトルマッチは10ラウンドあるいは8ラウンドとする。未だに女子ボクシングの同選手権は実施されていない。
ジュニア王座を数回防衛した場合、本当のNABF王座挑戦有資格者となるランキング20位以内に組み込む事が約束されている。
ただしJBC日本王座やTBCタイ王国ボクシングコミッション王座に代表される10ラウンド以上で争われるタイトル戦に出場経験有するボクサーは挑戦不可能。
NABFジュニア選手権小委員会は、参加者の一人はNABFジュニア選手権のタイトルを保持するのに不適格であると決定されたという事実にもかかわらず、進行するNABFジュニア選手権の試合に出場が可能。適格なボクサーが試合で勝利であれば、このような場合には、彼/彼女はNABFジュニア選手権のタイトルを獲得するか、保持しなければならない。不適格なボクサーが試合で勝利している場合は、NABFジュニア選手権のタイトルが空いていると宣言しなければならない。
NABFジュニア王座を獲得した後90日以内、または、ディフェンディングチャンピオンの場合は、抽選または全く決定の方法によって彼/彼女のチャンピオンシップを保持し、各NABFジュニアチャンピオンは、彼/彼女を守るために必要とされなければならない。NABFジュニア選手権小委員会によって承認された対戦相手とNABFジュニア選手権のタイトル。このルールの助成では、NABFジュニア選手権のタイトル試合で各ボクサーは引き分け、あるいは全くの決定を介して彼/彼女のチャンピオンシップを保持し、チャンピオンを守るOFA場合には、そのような試合に勝つか、時と、書かれた契約を締結しなければなりません、彼/彼女は90日以内にそのようなタイトルの防衛を行う。
B.例外。ボクサーまたは彼/彼女の代表、NABFジュニア選手権部会からの要求に応じて、独自の裁量で、この規則の例外を許可することができる。この規則の例外のための各要求は大文字バイケースで検討されなければならない、前または無関係の要求についてのNABFジュニア選手権小委員会による決定には先例の値があってはならない。
タイムリー守るために失敗したC.効果。本明細書に詳述されるようNABFジュニアチャンピオンは、タイムリーな彼/彼女のタイトルを守るために失敗しなければならない場合には、NABFジュニア選手権小委員会は、タイトルを空けることができる。